# Uppsala Domkyrkas Flickkör
Uppsala Domkyrkas Flickkör är en av Uppsala domkyrkas körer. Kören bildades 1967 av domkyrkoorganisten och dirigenten Lars Angerdal. Dirigent sedan 2003 är Margareta Raab, då hon efterträdde Andrew Canning. Under 2022 tillträdde Eva-Marie Hopstadius som körens organist. Hon är även som organist för Uppsala Domkyrkas Gosskör, och har arbetat i Västerås domkyrka.
Kören består av tre delar:
- Lilla flickkören (årskurs 2 och 3)
- Flickkören Maria (årskurs 4–7)
- Flickkören Anna (för flickor i årskurs 8 eller äldre)

De tre grupperna har en del framträdanden tillsammans, men även separata framträdanden.

## Tillägnade verk
Flera musikaliska verk har blivit tillägnade flickkören genom åren, till exempel verket Where does peace come from? av John Høybye som skrevs till 2014 års körsymposium i Uppsala Domkyrka och tillägnades goss- och flickkören, samt dess ledare Margareta Raab. Pie Jesu skrevs av Jan Sandström och tillägnades kören 2014. Våren 2015 tillägnades en nyskriven mässa kören.

## Årliga evenemang
- Framträdande tillsammans med Domkyrkans kammarkör Collegium cantorum i ett luciatåg i Domkyrkan.
- Sedan 2010 anordnas en tävling mellan Uppsala Domkyrkas goss- och flickkörer, kallad Goss- och flickkörskampen. Vinnare har varit:
  - 2010 - Gosskören
  - 2011–2014 - Flickkören
  - 2015–2017 - Gosskören

## Turnéer
Körens turnéer, i urval:
- 2007 - Frankrike, Paris
- 2010 - Göteborg
- 2010 - USA, Washington, D.C., Cincinnati
- 2012 - Tyskland, Lübeck, Berlin
- 2014 - Färöarna
- 2016 - Lettland, Riga och Polen, Warszawa
- 2018 - Prag, Wien, Budapest
- 2019 - Västerås
- 2023 - Danmark och Tyskland

## Evenemang som varit
I oktober 2013 höll Uppsala Domkyrkas flick- och gosskör i en körfestival – Young Cathedral Voices. Sex körer från olika länder kom till Uppsala Domkyrka och festivalen avslutades med en i radio direktsänd högmässa där det nyskrivna verket Do what is fair (Jan Sandström) uppfördes med kyrkans fyra orglar och alla åtta körerna.
I maj 2017 firade Uppsala Domkyrkas flickkör sitt 50-årsjubileum. Alla som under dessa 50 år hade sjungit i flickkören blev inbjudna att vara med och sjunga tre musikstycken i konserten. Efter konserten fick alla som deltagit i konserten fika i Katedralkaféet, som ligger intill Uppsala Domkyrka.

## Diskografi
- 2013 - Kung Liljekonvalje av dungen (dirigent Margareta Raab)